# 1992 en aéronautique
Chronologie de l'aéronautique
- 1988
- 1989
- 1990
- 1991
- 1992
- 1993
- 1994
- 1995
- 1996

Cet article présente les faits marquants de l'année 1992 en aéronautique.

## Événements
- 18 janvier : les États-Unis retirent le dernier McDonnell Douglas F-4 Phantom II du service actif.
- 20 janvier : un Airbus A320 d'Air Inter s'écrase près du Mont Sainte-Odile faisant 87 morts.
- 29 février : création de l'agence spatiale nationale d'Ukraine
- 26 mars : premier vol de l'avion suédois Saab 2000.
- 30 mars : présentation de l'Airbus A330.
- 15 avril : premier vol de l'hélicoptère d'attaque AH-64D Apache Longbow.
- 16 mai : sortie d'usine du 2 000e Lockheed C-130 Hercules.
- 26 mai : lancement commercial de l'Airbus A319.
- 28 mai : mise en place du système GPS à l'aide de 16 satellites.
- 1er juin :
  - Fusion de Strategic Air Command et du Tactical Air Command au sein de l'Air Combat Command.
  - Le Military Airlift Command devient l'Air Mobility Command.
- 6 juillet : la Royal Air Force retire du service ses derniers F-4 Phantom II.
- 20 août : premier vol de l'hélicoptère indien HAL Dhruv.
- 22 septembre : premier vol de l'AV-8B Harrier II Plus.
- 4 octobre : crash du Boeing 747 assurant le vol 1862 El Al à Amsterdam; 43 morts.
- 2 novembre : premier vol de l'Airbus A330.
- 14 décembre : 61 réfugiés trouvent la mort à bord d'un hélicoptère russe abattu au-dessus de la Géorgie. Il s'agit du plus grave accident d'hélicoptère.
- 29 décembre : certification de l'avion de ligne Iliouchine Il-96.